# Radio Oasis (Chile)
Oasis FM fue una estación radial chilena ubicada en el 102.1 MHz del dial FM en Santiago de Chile, perteneciente a RDF Media, consorcio de radios de Canal 13. Finalizó sus transmisiones el 1 de noviembre de 2022, siendo reemplazada por Radio 13c.

## Historia

### Inicios bajo Copesa (mayo de 1999-agosto de 2000)
Radio Oasis inició sus transmisiones el 10 de mayo de 1999 tras la adquisición de las frecuencias de Radio Viña del Mar (en el Gran Valparaíso y en Santiago) por parte de Copesa. Ya en esos años tenían gran éxito con Zero, y quisieron repetir la fórmula con una estación contemporánea/ejecutiva que programaba éxitos anglo de los años '80 y '90. Como curiosidad, la radio inicio sus transmisiones con una selección del grupo humorístico argentino Les Luthiers.
En sus inicios Radio Oasis estuvo ubicada en calle Europa 2020, Providencia, Santiago de Chile y fue puesta al aire por Patricio Morales, Claudio Zapata y Jorge Méndez de la Fuente bajo el concepto Oasis te marca. La voz institucional era el fallecido locutor venezolano Iván Loscher. 
Prácticamente a ocho meses de haber lanzado la emisora, es puesta a la venta. En agosto de 2000 fue vendida a Julián García-Reyes, quien a su vez la vendió a Andrónico Luksic en 2012 para continuar la línea editorial de las radios pertenecientes a Canal 13.

### Consolidación bajo Julián García-Reyes (septiembre 2000-marzo 2013)
La estación es adquirida por el entonces dueño de Radio Horizonte, Julián García-Reyes Anguita (hombre de radio que fuera dueño y locutor de Radio Concierto), quien reestructura el 1 de septiembre de 2000 a esta radio que se transforma en el lugar de clásicos para adultos. Éxitos nacionales e internacionales de los años '40, '50, '60 y '70 bajo el eslogan Solamente para mayores, fueron la tónica de Oasis, emisora que fue líder en el segmento 45-60+. Para su creación, se extrajo la música directamente de los vinilos originales, que además fueron remasterizados en el estudio de grabación Master, también propiedad de García-Reyes. Profesionales de la radio, la televisión y la prensa escrita chilena pasaron entre sus filas: Freddy Hube (2000-2013), Gabriel Salas Arévalo (2000-2013), Bárbara Ackermann (2000), Camilo Fernández (2000-2007), Raúl Matas (2001-2004), Enrique "Cote" Evans (2001-2013), Susana Roccatagliata (2002), Jeannette Frazier (2002-2013), César Antonio Santis (2006), Javier Miranda (2008-2013), Alfredo Lamadrid (2010-2013), Felipe Vidal (2010-2013), Fernando Villegas (2011-2013) y Nancy Castillo Estay (2011-2013).

### Etapa de RDF Media (marzo 2013-octubre 2022)
El 17 de enero de 2012, se anuncia un contrato de promesa de compraventa o de transferencia de concesiones radiales de las radios Horizonte y Oasis por parte de Radiodifusión SpA (del holding Canal 13), procediendo a presentar el respectivo informe de compra a la Fiscalía Nacional Económica (FNE), el 7 de marzo de 2012. Sin embargo, en abril la compra fue catalogada como desfavorable por parte de la FNE. El 12 de abril de 2012, el Tribunal de Defensa de la Libre Competencia (TDLC) inició un procedimiento de consulta por la eventual compra.
En septiembre de 2012, el TDLC aprobó la adquisición de Horizonte y Oasis. Mientras que el archivo musical fue adquirido en forma conjunta con las licencias, las dependencias de las radios no fueron incluidas en el trato.
Mientras que Radio Horizonte, que ocupaba la frecuencia 103.3 MHz de Santiago de Chile, fue reemplazada por Top FM el 19 de marzo de 2013 en esa frecuencia, Oasis FM cambió su administración, mantuvo su frecuencia 102.1 MHz en Santiago, así como sus frecuencias en regiones, a excepción de las frecuencias en que la nueva administración cesa las emisiones de Oasis FM, en Concepción (donde se ubicaba en la frecuencia 89.5 FM) y en Puerto Montt (donde se ubicaba en la frecuencia 92.9 MHz), para así dar paso a las emisiones en esas frecuencias de Top FM.
Con la nueva administración, se mantuvo su estilo de clásicos que mantenía antes de la venta a Canal 13, aunque reorientando su tendencia musical a una audiencia más joven predominando más la música anglo de los años '70 y '80, y acercándose más al estilo de radios como El Conquistador, Duna e Infinita, todas del tipo adulto contemporáneo, sin embargo para bastantes personas que acostumbraban escuchar la Oasis de la era Julián García-Reyes, fue un cambio desastroso, especialmente cuando la radio adoptó un formato "pop moderno" a partir de 2015.[cita requerida] Las voces que estuvieron en el inicio de esta nueva etapa fueron Marcelo Comparini, Marco Silva, Mauricio Hofmann, María Elena Dressel, el arquitecto Federico Sánchez y Cristián Warnken. Comercialmente la radio estaba dirigida la audiencia del segmento ABC1.
En julio de 2016, Oasis abandona la frecuencia 98.1 MHz del Gran Valparaíso, debido al término de contrato de la concesión con su respectivo dueño.
El 1 de agosto de 2020, Oasis abandona la frecuencia 100.3 MHz de Osorno, siendo vendida y reemplazada por Radio Supersol, no tiene relación con RDF Media.
En noviembre de 2021, Oasis renueva sus gráficas e incorpora nuevas voces y nuevos programas y a su vez cambia su tradicional eslogan "Vive Hoy", desde sus inicios en 2013 por "Un Mundo Mejor", manteniendo su temática de disfrutar la vida.
El 24 de octubre de 2022, se anuncia que Oasis sería reemplazada por Radio 13c, nuevo medio que expandirá los contenidos que entrega el canal de cable del mismo nombre, iniciando transmisión el 1 de noviembre.
El 1 de noviembre de 2022, a las 0:00 horas, Oasis emite como último tema musical Hello, Goodbye de The Beatles (misma canción que dio inicio a su etapa en RDF Media en marzo de 2013), y sale del aire con palabras de despedida, dando inicio a Radio 13c, una nueva radio dedicada a la cultura.